# Pseudomohunia nigrifascia
Pseudomohunia nigrifascia är en insektsart som beskrevs av Li, Chen och Zhang 2007. Pseudomohunia nigrifascia ingår i släktet Pseudomohunia och familjen dvärgstritar. Inga underarter finns listade i Catalogue of Life.